# Doorniksepoorttunnel
De Doorniksepoorttunnel is een tunnel voor auto's, fietsers en voetgangers, in Kortrijk. Hij is een onderdeel van de gewestweg N50. De tunnel werd aangelegd in 1971 en in de loop van 2002-2003 vernieuwd. Hij gaat onder de spoorweg door en boven op de tunnel is er ook een rechtstreekse verbinding tussen de Minister Pieter Tacklaan en de Wandelweg. De tunnel zelf vormt een verbinding tussen de binnenstad en de Doorniksewijk.